# Amarantis Onderwijsgroep
De Amarantis Onderwijsgroep bestond van 2006 tot 2012 uit ruim 60 scholen met een christelijke signatuur in de regio's Amersfoort, Amsterdam, Utrecht, Almere en Zaandam. Bij de scholen stonden meer dan 30.000 leerlingen ingeschreven. De organisatie telde ongeveer 3.300 medewerkers.
De Amarantis Onderwijsgroep werd in 2006 gevormd door fusie van de Interconfessionele Onderwijsgroep Amsterdam (ISA) en het ROC ASA, twee onderwijsinstellingen voor respectievelijk voortgezet onderwijs (vo) en middelbaar beroepsonderwijs (mbo). De naam Amarantis is een afgeleide van het woord Amarant, dat staat voor (eeuwige) groei en bloei. 
In 2008 ging ook de Stichting Interconfessioneel Voortgezet Onderwijs Almere (SIVOA) op in Amarantis.

## SIVOA
Juni 2007 werd bekendgemaakt dat SIVOA (vo-scholen Het Baken) in Almere en de Amarantis Onderwijsgroep per 1 januari 2008 bestuurlijk fuseren. De achtergronden voor deze samenwerking zijn het ontwikkelen van doorlopende leerlijnen vmbo-mbo en het realiseren van beter, krachtig en innovatief onderwijs in de regio's waar beide instellingen actief zijn. Bij het SIVOA geven ruim 250 docenten les aan circa 3.500 leerlingen. In totaal werken er 385 personeelsleden.

## Problemen in 2012
In februari 2012 kwam Amarantis negatief in het nieuws, eerst door een artikel in Het Parool, met de kop: Onderwijskolos Amarantis komt miljoenen tekort Daarna volgden vragen in de Tweede Kamer  en vele andere publicaties.  Er werden zorgen geuit over de financiële situatie en over de kwaliteit van het onderwijs.
Er werd bekend dat het concern kampt met een schuld van 92 miljoen euro.
Op 14 februari 2012 werd Marcel Wintels benoemd tot interim-bestuurder.  Hij stelt voor om de organisatie op 
te splitsen (oftewel te "de-fuseren") in 5 zelfstandige organisaties: voor het middelbaar beroepsonderwijs in Amsterdam, Utrecht en Amersfoort en voor het voortgezet onderwijs in Amsterdam/Zaanstad en Almere.
Dit is gerealiseerd, formeel per 1 augustus 2012.
- ROC TOP, Amsterdam en Almere
- MBO Amersfoort
- MBO Utrecht
- ZAAM Scholengroep, vo, Amsterdam, Zaandam en Monnickendam
- Het Baken, vo, Almere

Deze reorganisatie kostte 250 banen.
In mei 2012 stelde minister Marja van Bijsterveldt een commissie in om te onderzoeken hoe de problemen waren opgelopen.
In december kwam het rapport uit, hetgeen opnieuw tot ophef in de pers en in de Tweede Kamer leidde. De kritiek betrof zelfverrijking en belangenverstrengeling door de bestuurders. Er werd vooral veel kritiek geuit op Bert Molenkamp die tot 2011 voorzitter was van het College van Bestuur en op Leo Lenssen, voormalige bestuursvoorzitter van de Amsterdamse ROC ASA.
Eerder kwam in een onderzoeksrapport naar voren dat de Raad van Toezicht en het College van Bestuur van Amarantis, maar ook de onderwijsinspectie, het ministerie en de accountant fouten hebben gemaakt die er aan hebben bijgedragen dat Amarantis in 2013 ten onder ging.

## Scholen
Onder deze groep vielen onder andere de volgende scholen:
- Cygnus Gymnasium
- Gerrit van der Veen College
- Pascal College
- TeC Amsterdam